# Muraltia macowanii
Muraltia macowanii är en jungfrulinsväxtart som beskrevs av Margaret Rutherford Bryan Levyns. Muraltia macowanii ingår i släktet Muraltia och familjen jungfrulinsväxter. Inga underarter finns listade i Catalogue of Life.